# Ali Abd al-Aziz al-Isawi
ʿAlī ʿAbd al-ʿAzīz al-ʿIsāwī (in arabo ﻋﻠﻲ ﺑﻦ ﻋﺒﺪ ﺍﻟﻌﺰﻳﺰ العيساوي‎?; Bengasi, 1962) è un politico libico.
Dopo i suoi studi in Libia e dopo aver conseguito un dottorato sulla Privatizzazione nell'omonima Facoltà dell'Università di Bucarest (Romania),  al-ʿIsawī (o al-ʿIssawī) divenne nel gennaio del 2007 Segretario del Comitato Generale del Popolo della Libia (GPCO)  per l'economia, il commercio e gli investimenti, dopo aver occupato nel 2006 il posto di direttore generale del Centro per lo sviluppo delle esportazioni libico (in arabo مركز تنمية الصادرات بليبيا‎?, Markaz tanmiyya al-ṣādirāt bi-Lībiya), da lui stesso fondato.
Ha iniziato la sua carriera politica come un membro del personale e poi come diplomatico nel Ministero degli esteri dal 2005, venendo nominato nel 2010 ambasciatore del suo Paese in India fino al 21 febbraio 2011, data in cui ha deciso di unirsi alla rivolta contro Gheddafi.
Il Consiglio nazionale di transizione lo ha nominato poco dopo ministro degli Esteri.